# Vermiculus coluber
Vermiculus coluber är en djurart som tillhör fylumet slemmaskar, och. Vermiculus coluber ingår i släktet Vermiculus, fylumet slemmaskar och riket djur. Inga underarter finns listade i Catalogue of Life.